# František Kleiner (legionář)

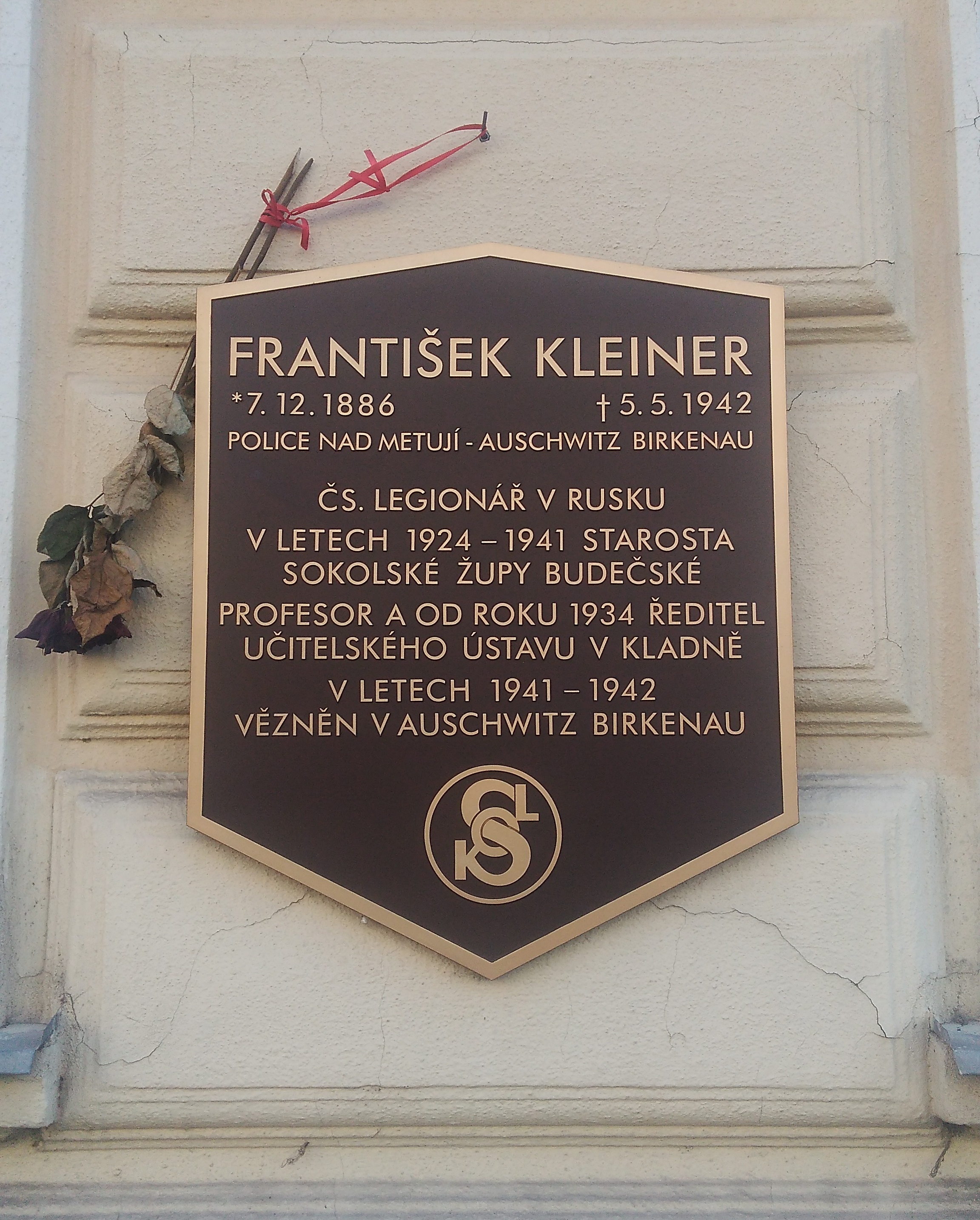
Pamětní deska na kladenské sokolovně

František Kleiner (7. prosince 1886 Police nad Metují – 5. května 1942) byl československý legionář v Rusku (5. československý střelecký pluk), profesor a od roku 1934 ředitel učitelského ústavu v Kladně, člen Sokola, knihovník a starosta Sokolské župy Budečské. V noci ze 7. na 8. října 1941 byl spolu se zbytkem předsednictva Budečské župy zatčen gestapem. Zemřel jako vězeň v koncentračním táboře Auschwitz-Birkenau.

## Rodina
Jeho syn František Kleiner vystudoval kladenské gymnázium, kde také působil jako profesor výtvarné výchovy. Jako výtvarník absolvoval přírodovědeckou fakultu Univerzity Karlovy v Praze a obor architektury a pozemního stavitelství (grafiky) na Českém vysokém učení technickém. Po zatčení otce protektorátní policií v roce 1941 byl totálně nasazen jako stavební dělník do 4. května 1945, po válce se stal členem tří výtvarných skupin v Praze. Jeho učitel byl Cyril Bouda, stal se také jeho asistentem na místě vedoucího katedry výtvarné výchovy na pedagogické fakultě UK v Praze a později docentem a vedoucím katedry.

## Památka
Na budově kladenské sokolovny má od roku 2016 pamětní desku, jeho jméno nese Kleinerova ulice mezi sokolovnou a Náměstím Svobody.